# STS-124
STS-124 — космический полёт MTKK «Дискавери» по программе «Спейс Шаттл». Продолжение сборки Международной космической станции.

## Экипаж
- Марк Келли (англ.  Mark E. Kelly ) (3)[2] — командир экипажа;
- Кеннет Хэм (англ.  Kenneth T. Ham ) (1) — пилот;
- Карен Ниберг (англ.  Karen L. Nyberg ) (1) — специалист по программе полёта;
- Рональд Гаран (англ.  Ronald J. Garan ) (1) — специалист по программе полёта;
- Майкл Фоссум (англ.  Michael E. Fossum ) (2) — специалист по программе полёта;
- Акихико Хошиде (англ.  Akihiko Hoshide ) (1) — специалист по программе полёта.

### Экипаж МКС-17 (старт)
- Грег Шамитофф (1) — бортинженер

### Экипаж МКС-17 (посадка)
- Гаррет Райзман (1) — бортинженер

В экипаже «Дискавери» — четыре новичка космических полётов: Кеннет Хэм, Рональд Гаран, Карен Ниберг и Акихико Хошидe.
Первоначально, в состав экипажа, который был объявлен НАСА 22 марта 2007 года, входил Стивен Боуэн (англ.  Stephen J. Bowen ), однако затем, было объявлено о замене: Стивен Боуэн летит на Индевор STS-126, а на его место назначен Майкл Фоссум. В связи с этой заменой был также изменён состав астронавтов для выходов в открытый космос.

## Выходы в открытый космос
- Выход 1 (4 день полёта) — Гаран и Фоссум

Целью выхода стал ремонт мобильного транспортера МКС и испытание удлинителя робота-малипулятора.
Начало: 8 июня 2008 — 13:17 UTC, Окончание — 20:49 UTC, Продолжительность: 7 часов 32 минуты.
Это был 66-й выход в космос связанный с МКС, 38-й выход непосредственно из МКС, 20-й выход из американского модуля «Квест» в американских скафандрах.
Это 4-й выход в космос Майкла Фоссума и 1-й выход Рональда Гарана.
- Выход 2 (6 день полёта) — Гаран и Фоссум
- Выход 3 (9 день полёта) — Гаран и Фоссум

Выход длился 6 часов 33 минуты.
За это время был проведён ряд работ: Замена ёмкости с азотом для охлаждения станции и снятие теплозащитных кожухов с манипулятора научно-экспериментального аппарата «Кибо».
Также в ходе выхода была установлена телевизионная камера МКС (она была демонтирована ранее для замены блока питания).

## Цель
Одна из основных целей экспедиции — доставить на орбиту, компоненты японского исследовательского модуля «Кибо»: герметичный отсек (JEM PM), опорные шасси, японский робот-манипулятор (JEM RMS).
Также на станцию рейсом STS-124 прибыл американский астронавт Марк Келли.

## Подготовка к полёту
16 апреля 2007 года, из-за задержки старта миссии «Атлантис» STS-117, руководство НАСА приняло решение о некоторых перестановках в очерёдности полётов шаттлов. Планировавшийся ранее для миссии STS-124 шаттл «Атлантис» заменён на шаттл «Дискавери».

## Галерея

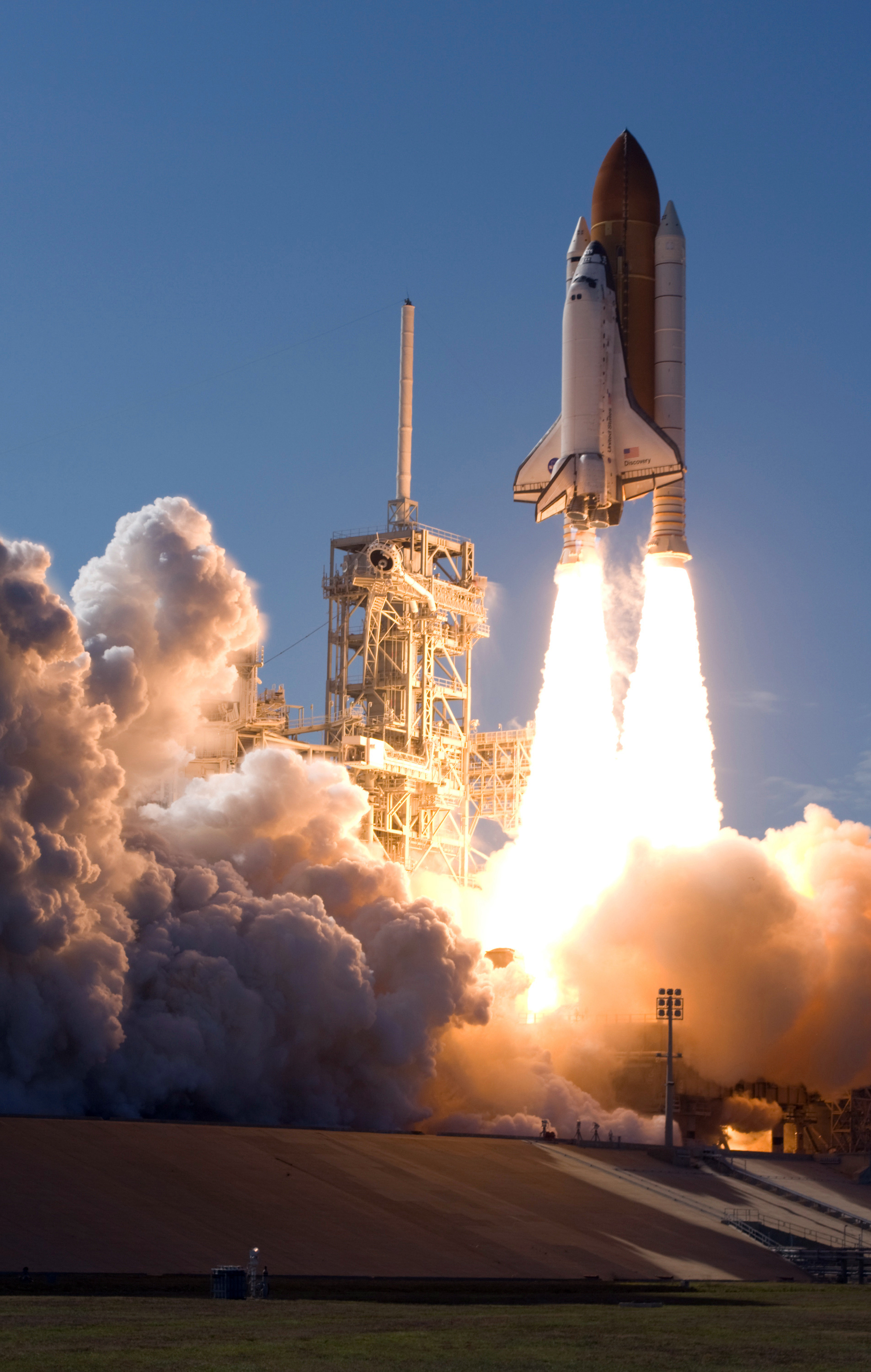
Старт Дискавери STS-124.
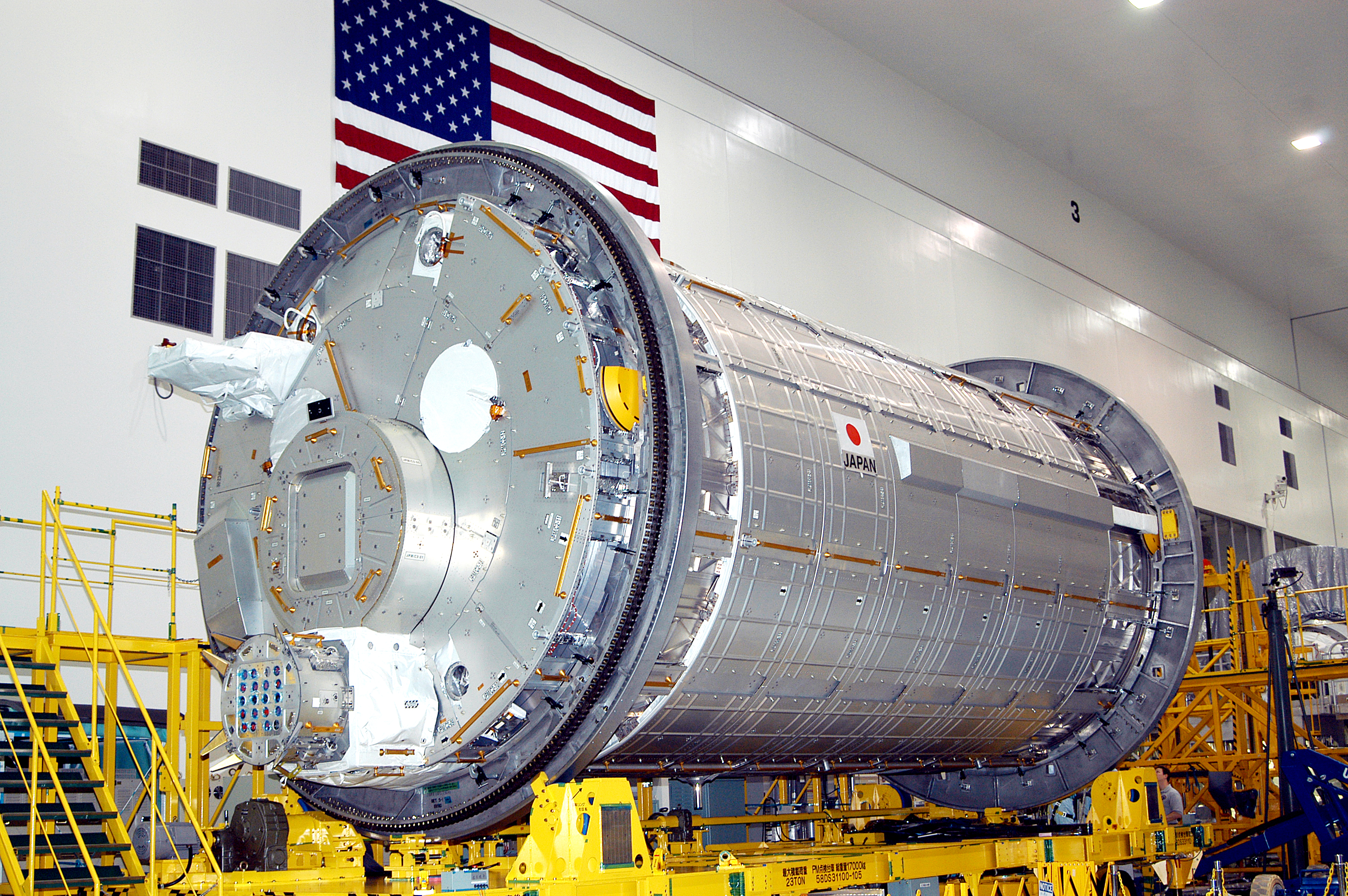
Герметичный отсек модуля «Кибо» (JEM PM) который привезла миссия STS-124
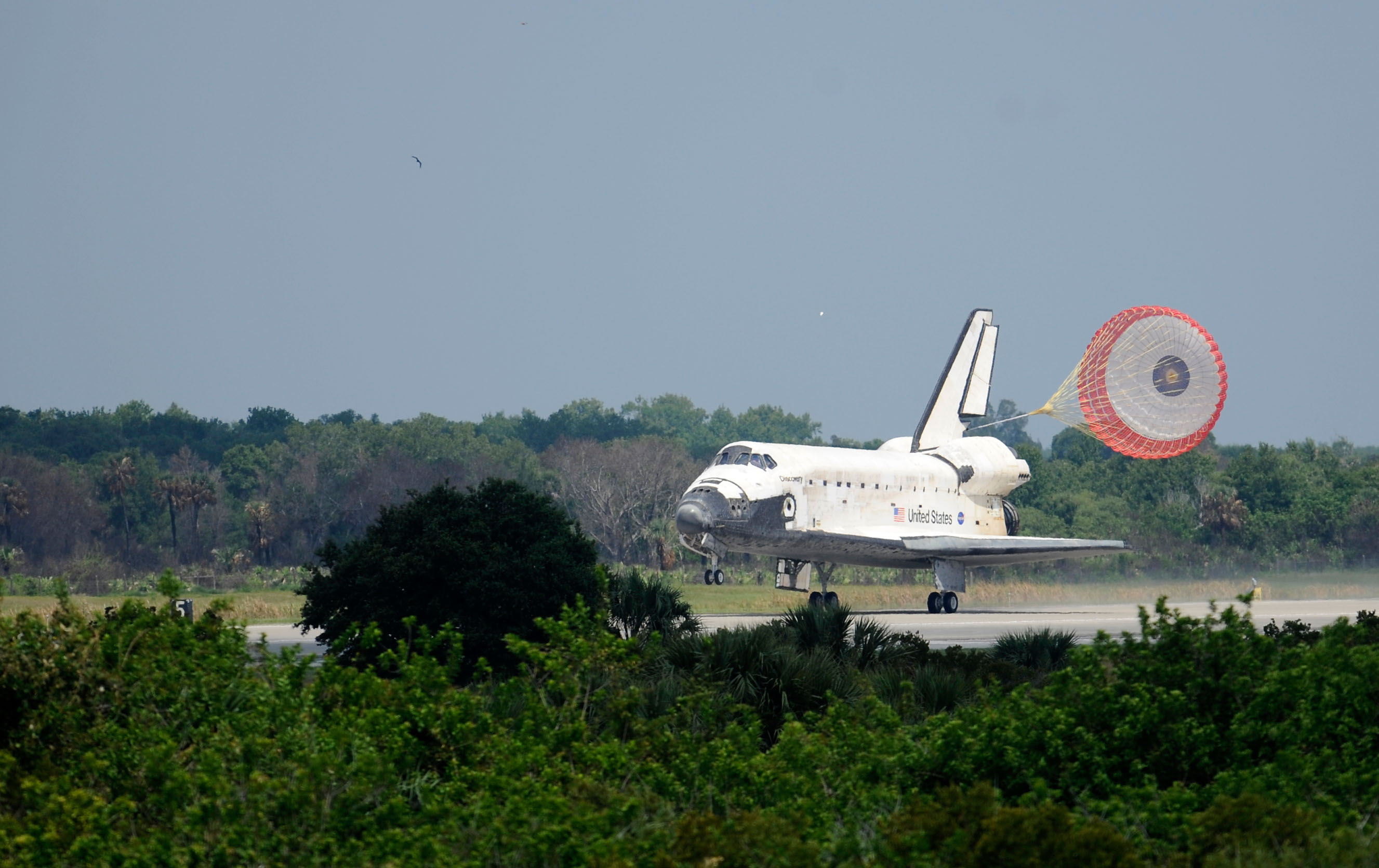
Посадка шаттла Дискавери
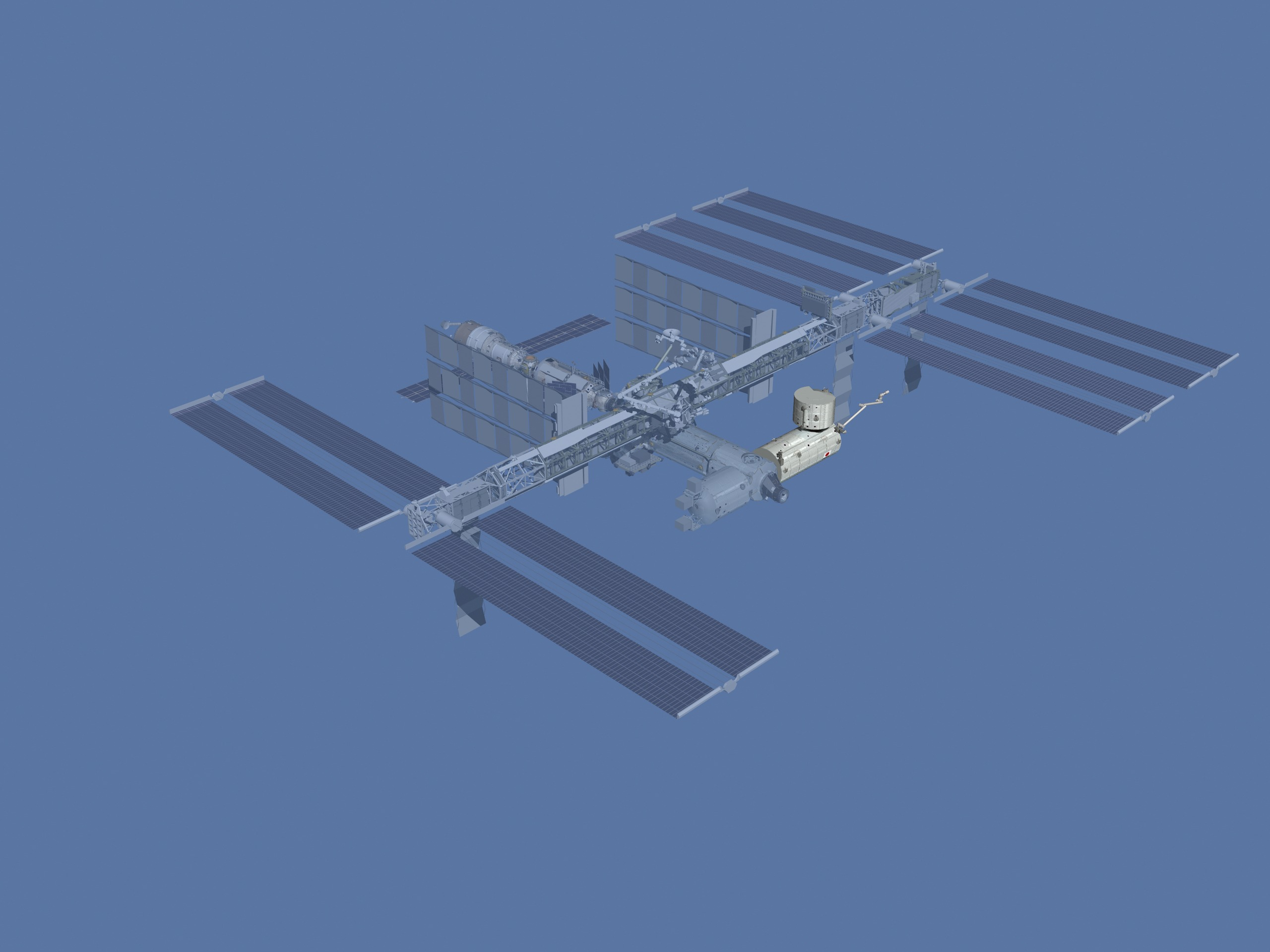
МКС после STS-124.